# Кандидо Рондон
Кандидо Мариано да Силва Рондон (на португалски: Cândido Mariano da Silva Rondon) е бразилски офицер, географ и топограф, изследовател на басейна на Амазонка.

## Ранни години (1865 – 1890)
Роден е на 5 май 1865 година в малкото селце Мимозо в щата Мато Гросо, Бразилия, в семейството на баща португалец и майка индианка. Баща му умира от едра шарка малко преди да се роди, а майка му умира, когато Кандидо е на две години. Отгледан е от дядо си и баба си, а след тяхната смърт живее при чичо си.
След завършване на средното си образование на 16-годишна възраст, преподава две години в основно училище, а след това постъпва в армията. Записва да следва военно училище и през 1888 излиза от там като инженер-лейтенант със специалност топография и картография.
През 1889 г. Кандидо участва във военния преврат, който сваля от власт Педро II, последният император на Бразилия.

## Инженерна дейност в армията (1890 – 1907)
От 1890 до 1895 участва в изграждането на първия телеграфен кабел от Рио де Жанейро до Куяба, столицата на щата Мато Гросо. От 1900 до 1906 – в изграждането на телеграфен кабел до Боливия и Перу. През всичките тези години Рондон контактува активно с местните индиански племена и използва техните умения и знания за джунглата, през която преминават трасетата на хилядите мили телеграфни кабели.

## Изследователска дейност (1907 – 1914)
През 1907 от бразилското правителство му е поставена задача за удължаване на телеграфната линия от Мато Гросо до Амазонка. За целта Кандидо трябва да свърже западните покрайнини на Бразилия, басейните на реките Журуа и Пурус, с телеграфна линия до Рио де Жанейро през град Куяба, който вече има връзка със столицата. През октомври 1907 изследва областта на 650 км на северозапад от град Куяба, в т.ч. възвишението Сера дос Паресис, като първи картира горния басейн на река Журуена. Там открива и недокоснато все още от цивилизацията индианско племе намбикуара, които се оказват людоеди.
През 1908 изследва територията между горните течения на реките Журуена и Арипуанан, определя вододела между басейните на реките Тапажос и Мадейра – възвишението Сера до Норти и установява дружески отношения с племето намбикуара. От юли до декември 1909 изследва областта между реките Арипуанан на изток и Мадейра на запад, отстояща на 1300 км от Куяба.
През 1914 провежда нова експедиция в горния басейн на Мадейра, в която участва и сина на президента на САЩ по това време Теодор Рузвелт. Открива река Рио Рузвелт (ляв приток на Арипуанан), река Жи-Парана (десен приток на Мадейра) и редица други десни притоци на Мадейра.

## Следващи години
През 1909 Рондон е назначен за първи директор на Бюрото за защита на индианското население, който пост заема до 1930. От 1914 до 1919 продължава картирането на щата Мато Гросо, като открива няколко реки и установява контакт с неоткрити дотогава индиански племена. През 1919 става председател на Бразилската корпорация на инженерите и директор на Телеграфната служба.
През 1924 – 1925 ръководи операция по потушаване на размириците в щата Сао Пауло. От 1927 до 1930 е ръководител на всички комисии, които извършват демаркация на всички граници на Бразилия с нейните десет съседни страни. През 1934 – 1938 оглавява дипломатическа посредническа мисия по граничния спор между Колумбия и Перу. От 1939 и до края на живота си отново е директор на Бюрото за защита на индианското население. През 1952 е инициатор и създател на първия национален парк в Бразилия по поречието на река Шингу, за защита на местните племена.
Умира на 19 януари 1958 година в Рио де Жанейро на 92-годишна възраст.

## Памет
Неговото име носят:
- регион Маршал Кандидо Рондон, в щата Парана, Бразилия;
- регион Маршал Рондон, в щата Мато Гросо до Сул, Бразилия;
- регион Рондон, в щата Пара, Бразилия;
- регион Рондонополис, в щата Мато Гросо до Сул, Бразилия;
- федерален университет, в щата Мато Гросо до Сул, Бразилия;
- щат Рондония, в Западна Бразилия.

Освен това на негово име са кръстени няколко музея, фондации, международно летище в град Куяба и шосе в щата Сао Пауло в Бразилия.